# Piekło (Skiby)
Piekło – część wsi Skiby w Polsce, położona w województwie świętokrzyskim, w powiecie kieleckim, w gminie Chęciny.
W latach 1975–1998 Piekło administracyjnie należało do województwa kieleckiego.